# Johannes Schaaf
Johannes Schaaf (Stuttgart, 1933. április 7. – Murnau am Staffelsee, 2019. november 1.) német film- és színházi rendező, színész.

## Filmjei

### Rendezőként
- Ein ungebetener Gast (1963, tv-film)
- Nur keine Blumen (1964, tv-film)
- Hotel Iphigenie (1964, tv-film)
- Im Schatten einer Großstadt (1965, tv-film)
- Die Gegenprobe (1965, tv-film)
- Große Liebe (1966, tv-film)
- Der Mann aus dem Bootshaus (1967, tv-film)
- Tetoválás (Tätowierung) (1967)
- Lebeck (1968, tv-film)
- Trotta (1971)
- Traumstadt (1973)
- A felügyelő (Der Kommissar) (1975, tv-sorozat, egy epizódban)
- Leonce und Lena (1975, tv-film)
- Az Öreg (Der Alte) (1977–1978, tv-sorozat, két epizódban)
- Momo (1986)

### Színészként
Mozifilmek
- Minden évben újra (Alle Jahre wieder) (1967)
- Első szerelem (Erste Liebe) (1970)
- Incontro d'amore (1970)
- Jaider, der einsame Jäger (1971)
- Traumstadt (1973)
- John Glückstadt (1975)
- Wenn ich mich fürchte (1984)

Tv-filmek
- Die chinesische Mauer (1958)
- Aufruhr (1960)
- Terror in der Waage (1960)
- Die Nashörner (1961)
- Zwischen den Zügen (1961)
- Unsere kleine Stadt (1961)
- Die Feuertreppe (1962)
- Die Möwe (1963)
- Geheimbund Nächstenliebe (1964)
- Die Reise (1965)
- Das falsche Gewicht (1971)
- Im Reservat (1973)
- Auf den Hund gekommen (1978)
- Leiche auf Urlaub (1981)
- Histoires de voyous: Opération Primevère (1981)

Tv-sorozatok
- Kommissar Freytag (1963, egy epizódban)
- Gestern gelesen (1973, egy epizódban)
- A felügyelő (Der Kommissar) (1975–1976, két epizódban)
- Az Öreg (Der Alte) (1977, egy epizódban)
- Polizeiinspektion 1 (1978, egy epizódban)